# Vittaria centrochinensis
Vittaria centrochinensis là một loài dương xỉ trong họ Pteridaceae. Loài này được Ching ex J.F. Cheng mô tả khoa học đầu tiên năm 1993.